# Коэффициент Кульчинского
Мера Кульчинского — бинарная мера сходства, предложенная польским ботаником Станиславом Кульчинским в 1927 году. Мера редко используется в конкретных исследованиях, но часто приводится в теоретических и обзорных работах по математическим методам в таксономии и экологии:
Иногда вышеприведённый коэффициент называют вторым коэффициентом Кульчинского, а первым называют коэффициент вида:
Для случая дескриптивных множеств (дескриптивная интерпретация), в экологии это выборки по обилию, аналог указанной меры выглядит следующим образом:
Если сравнивается встречаемость видов (вероятностная интерпретация), то есть учитываются вероятности встреч признаков, то аналогом меры Кульчинского будет коэффициент совместимости событий следующего вида:
Для информационной аналитической интерпретации аналог указанной меры выглядит следующим образом: